# Communistische Partij van Slowakije (1992-)
De Communistische Partij van Slowakije (Slowaaks: Komunistická strana Slovenska, KSS) was een communistische en marxistisch-leninistische politieke partij in Slowakije. De partij ontstond op 29 april 1992 toen de Communistenbond van Slowakije (ZKS) en de Communistische Partij van Slowakije — 91 (KSS — 91) fuseerden. De huidige KSS is de ideologische opvolger van de historische Communistische Partij van Slowakije, die verbonden met de Communistische Partij van Tsjecho-Slowakije (KSČ) van 1948 tot 1989 aan de macht was in Tsjecho-Slowakije.
De KSS was alleen in de periode van 2002 tot 2006 (met 11 zetels) vertegenwoordigd in het Nationale Raad van de Slowaakse Republiek (parlement). De partij heeft een waarnemersstatus binnen de Partij van Europees Links. Dr. Jozef Hrdlička (*1977) is sinds 2008 voorzitter van het centraal comité van de partij. Bij de parlementsverkiezingen van 2023 behaalde de partij met 0,33% van de stemmen haar slechtste resultaat sinds haar oprichting.

## Verkiezingsresultaten
De KSS behaalde de volgende resultaten bij de Slowaakse parlementsverkiezingen:
| Jaar | Percentage | Zetels | Verschil |
| 1992 | 0,76%      | 0      | Nieuw    |
| 1994 | 2,73%      | 0      | Stabiel  |
| 1998 | 2,79%      | 0      | Stabiel  |
| 2002 | 6,33%      | 11     | 11       |
| 2006 | 3,88%      | 0      | 11       |
| 2010 | 0,83%      | 0      | Stabiel  |
| 2012 | 0,72%      | 0      | Stabiel  |
| 2016 | 0,62%      | 0      | Stabiel  |
| 2023 | 0,33%      | 0      | Stabiel  |